# Russ Critchfield
Russell Dean Critchfield, detto Russ (Salinas, 27 giugno 1946), è un ex cestista e allenatore di pallacanestro statunitense, professionista nella ABA.

## Carriera
Con gli Stati Uniti disputò le Universiadi di Tokyo 1967.

## Palmarès

### Giocatore
- Campionato ABA: 1

Oakland Oaks: 1969